# Silvia San Miguel
Silvia San Miguel Asensio (Vitoria) es una compositora, pianista, intérprete y pedagoga musical vitoriana de referencia internacional. Desde el año 2002 a la actualidad imparte clases de combo y armonía moderna en la Escuela de Música Luis Aramburu de Vitoria, ciudad donde actualmente reside.

## Biografía
Compositora y pianista nacida en la ciudad de Vitoria (Álava). Desde su infancia estuvo relacionada con la música y el arte en general siendo sus dos hermanos también artistas, Tomás San Miguel, músico y Paco San Miguel, escultor. Su etapa de formación se inicia, en el Conservatorio de Vitoria instalándose en 1983 a Madrid para proseguir sus estudios en el Real Conservatorio de Madrid entre 1983 y 1988. Reside en Madrid hasta 1992, año en el que se traslada a EE. UU. Allí continua formándose  en  Berklee College of Music de Boston (Sus maestros han sido: John Bavicchi, Neil Olmstead, Henk Alkema y Jeffrey Rink entre otros). En su etapa estadounidense estrenó varias composiciones de música contemporánea. Además de seguir en este campo,  utiliza  la  tecnología musical, como herramienta para la creación de bandas sonoras.

## Trayectoria

### Primeros años en Madrid
Algunos de sus comienzos musicales remiten al año 1987 cuando entró a formar parte del grupo Xoxonees (fundado en 1983 en Nueva York por Blanca Gutiérrez (Blanca Li), Montse Martínez, Cristina Hernández y Chus Gutiérrez). Las Xoxonees fue un grupo icono de la movida madrileña, definía su música como flamenco-rap con letras irónicas, frescas y divertidas. Participaron en numerosos programas de televisión, y grabaron un LP con la CBS en 1989. Se disolvieron el 1 de enero de 1990.
En los mismos años 80, es cofundadora de “Las lunares”, orquesta madrileña de soul, pop y latino integrada por siete mujeres. Entre sus giras musicales fueron seleccionadas por Rompeolas (Consejería de Educación y Juventud de la Comunidad de Madrid) para una gira de conciertos por toda España.

### Compositora
Su interés profesional se basa en la composición de música de cámara  y de gran formato para conciertos. En 1998 publica su CD de composiciones para piano titulado "Dime-Imágenes sonoras", con el cual realizó una gira de presentación por diferentes ciudades.  Sus composiciones han sido estrenadas en la "Quincena Musical de San Sebastián" y en la Semana de la Música Vasca  "Musikaste"  entre otros. El  7 de marzo de 2020  estrena en el Teatro Monumental de Madrid la obra "Homenaje al Bosque" para  grupo vocal femenino, en el ciclo de Música de Cámara de la Orquesta Sinfónica y Coro RTVE (XXIV), La fantasía de los elementos con la banda municipal de Vitoria y Sanctasantórum con el coro de cámara  Bloomsound, Madrid 2022. Su último trabajo en la música de cine es la banda sonora  de la película de animación Salvar el árbol de Baleuko producciones (película nominada en los 36 Premios Goya (2002). 

### Profesora
Alterna su labor de composición y pianista con el trabajo como profesora de combo y arreglista en la Escuela Municipal de Música Luis Aramburu de Vitoria. Desde 2012 participa en el Festival Ondas de Jazz en Vitoria con los combos  que dirige en la Escuela de música Luis Arámburu de Vitoria.

## Obras
Su producción creativa de composiciones, música para danza contemporánea, piano y para proyectos audiovisuales se basa en colaboraciones transdisciplinares como en el  Homenaje a Cervantes.

### Composiciones
- 2002 – Homenaje a Cervantes: proyecto multidisciplinar con narración, audiovisuales y composición para soprano, tenor, barítono y 4 cellos. Auditorio de Logroño.
- 2007 – Canciones de Lorca: (para soprano y piano) New England Conservatory, Boston, USA.
- 2008 – Homenaje a Cervantes para voz y 4 cellos. Jordan Hall, Boston, USA.
- 2008 – Dime. Imágenes sonoras. Disco que recoge una selección de 17 composiciones creadas entre 1998 y 2007.[14]
- 2010 – Suite integral para dos pianos. Dedicada al dúo de pianos Sonorimaris, Ross-Kotetishvili.[15][16]
- 2010 – Cabaret inmobiliario para el Festival “Ellas Crean” de la Presidencia española de la UE en Madrid.[17]

### Música para danza contemporánea
- 2015 – Lisztmanía, performance fusión inspirada en la música de Liszt, dirección Vesna Mimica, estreno en Sala Dante de Palma de Mallorca.[18]
- 2015 – Entre nosotras, danza / teatro / música con Carmen San Esteban, actriz y Marina Ruíz, danza contemporánea.[19]

### Como pianista
- 2010 – Ruta del vino, Museo del Traje, Madrid.
- 2010 – Ellas Crean, Concierto didáctico del CD “Dime”. Madrid.
- 2016 – Concierto con Clara Sandler, soprano en Espaciofotoarte Galeria, Uruguay.
- 2106 – Concierto celebrando los 10 años de Ondas de Jazz, cuyos beneficios se destinaron a Adela Euskal Herria, Asociación Alavesa de ELA.[11]

### Proyectos audiovisuales
- 2000 – Música para el spot publicitario "Vitoria nola Gasteiz", XV Festival Audiovisual de Vitoria.
- 2005 – El Quijote, obra multidisciplinar pensada para interpretar a tres voces y cuatro violonchelos.[20]
- 2006 – Música para el libro+DVD “Mendien Misterioak”,
- 2009 – Música para el documental “Mendien Misterioak”.
- 2015 – “Looking for your freedom”. Dirección, Vesna Mimica.[21]
- 2017 – Canción para el 25 Aniversario de la Escuela de Música Luis Arámburu.[22]
- 2018 – “La herencia de mi abuela” documental dirigido por Fernando López Castillo.
- 2018 – Música para sobre Carlos Marcote, artista contemporáneo alavés.[23]

### Discografía
- 1989 – "Marrakesh Express"  Xoxonees, grabado con CBS, Madrid.
- 2008 – “Dime”- Imágenes sonoras,  CD de piano solo, grabado en estudios Musimagic, Madrid. Distribuido por Elkar.
- 2016 – CD por la “X Edición de Ondas de jazz”. Grabación en directo conjunta con el Conservatorio Jesús Guridi del CD solidario para la asociación de ELA en Vitoria.

## Premios y reconocimientos
- 1993 – Premio “Writing Division Award” en el área de composición en Berklee College of Music de Boston,
- 1994 – Seleccionada para representar en un concierto en el Berklee Performance Center al departamento de Composición de este centro educativo, interpretando al piano su obra “Shola”
- 2015 – Una de las 25 mujeres incluidas en la publicación de Elena López Aguirre “Neskatxa maite” que revive el papel de las mujeres en la música vasca.[10][24]